# Elezioni parlamentari in Austria del 1986
Le elezioni parlamentari in Austria del 1986 si tennero il 23 novembre per il rinnovo del Nationalrat. In seguito all'esito elettorale, Franz Vranitzky, esponente del Partito Socialista d'Austria, divenne Cancelliere.

## Risultati
| Liste                                     | Voti      | %     | Seggi |
| ----------------------------------------- | --------- | ----- | ----- |
| Partito Socialista d'Austria              | 2 092 024 | 43,12 | 80    |
| Partito Popolare Austriaco                | 2 003 663 | 41,29 | 77    |
| Partito della Libertà Austriaco           | 472 205   | 9,73  | 18    |
| L'Alternativa Verde - Lista Meissner-Blau | 234 028   | 4,82  | 8     |
| Partito Comunista d'Austria               | 35 104    | 0,72  | –     |
| Lista d'Azione "Ne ho Abbastanza!"        | 8 100     | 0,17  | –     |
| L'Alternativa Verde - Lista Democratica   | 6 005     | 0,12  | –     |
| VGÖ - VÖGA                                | 1 059     | 0,02  | –     |
| Totale                                    | 4 852 188 | 100   | 183   |

| Riepilogo dei voti (+/- elezioni 1983)  | Riepilogo dei voti (+/- elezioni 1983) | Riepilogo dei voti (+/- elezioni 1983) | Riepilogo dei voti (+/- elezioni 1983) | Riepilogo dei voti (+/- elezioni 1983) | Riepilogo dei voti (+/- elezioni 1983) | Riepilogo dei voti (+/- elezioni 1983) |
| --------------------------------------- | -------------------------------------- | -------------------------------------- | -------------------------------------- | -------------------------------------- | -------------------------------------- | -------------------------------------- |
| Partito Socialista d'Austria            | Partito Socialista d'Austria           | Partito Socialista d'Austria           |                                        |                                        | 43,12%                                 | ▼ 4,55                                 |
| Partito Popolare Austriaco              | Partito Popolare Austriaco             | Partito Popolare Austriaco             |                                        |                                        | 41,29%                                 | ▼ 1,93                                 |
| Partito della Libertà Austriaco         | Partito della Libertà Austriaco        | Partito della Libertà Austriaco        |                                        |                                        | 9,73%                                  | ▲ 4,75                                 |
| L'Alternativa Verde                     | L'Alternativa Verde                    | L'Alternativa Verde                    |                                        |                                        | 4,82%                                  | ▲ 3,46                                 |
| Altri <1,00%                            | Altri <1,00%                           | Altri <1,00%                           |                                        |                                        | 1,04%                                  | ▼ 0,18                                 |
| Riepilogo dei seggi (+/- elezioni 1983) |                                        |                                        |                                        |                                        |                                        |                                        |
|                                         |                                        |                                        |                                        |                                        |                                        |                                        |
| SPÖ                                     | 80                                     | ▼ 10                                   |                                        | Die Grünen                             | 8                                      | ▲ 8                                    |
| ÖVP                                     | 77                                     | ▼ 4                                    |                                        | FPÖ                                    | 18                                     | ▲ 6                                    |